# Westland Marathon 1980
De Westland Marathon 1980 werd gehouden op zaterdag 12 april 1980. Het was de elfde editie van deze marathon. Start en finish lagen in Maassluis.
De Deen Jørn Lauenborg won deze wedstrijd in 2:17.30. Hij had hiermee vier minuten voorsprong op de Schot Colin Youngson, die tweede werd in 2:21.29. Bij de vrouwen won de Nederlandse Tine Bronswijk de wedstrijd in 3:35.58. Het was haar derde overwinning in vier jaar.
In totaal finishten er 200 deelnemers, waarvan 198 mannen en twee vrouwen.

## Uitslagen

### Mannen
| rang   | naam             | land | tijd    |
| ------ | ---------------- | ---- | ------- |
| Goud   | Jørn Lauenborg   | DEN  | 2:17.30 |
| Zilver | Colin Youngson   | SCO  | 2:21.29 |
| Brons  | Arne Stigsen     | DEN  | 2:22.08 |
| 4      | Donald Macgregor | SCO  | 2:22.33 |
| 5      | Bent K. Larsson  | DEN  | 2:23.21 |
| 6      | Henk Kalf        | NED  | 2:25.20 |
| 7      | Arne Mogensfeldt | DEN  | 2:28.41 |
| 8      | Herbert Kosmala  | LUX  | 2:32.11 |
| 9      | Roger Michielsen | BEL  | 2:32.28 |
| 10     | Wim Edam         | NED  | 2:32.36 |

### Vrouwen
| rang   | naam           | land | tijd    |
| ------ | -------------- | ---- | ------- |
| Goud   | Tine Bronswijk | NED  | 3:35.58 |
| Zilver | Aad Schreuder  | NED  | 3:50.30 |

1969 ·
1970 ·
1971 ·
1972 ·
1973 ·
1974 ·
1975 ·
1976 ·
1977 ·
1978 ·
1979 ·
1980 ·
1981 ·
1982 ·
1983 ·
1984 ·
1985 ·
1986 ·
1987 ·
1988 ·
1989 ·
1990 ·
1991 ·
1992 ·
1993 ·
1994 ·
1995 ·
1996 ·
1997 ·
2014